# Ботаническа градина на Университета Мериуд
Ботаническата градина на Университета „Мериуд“ е ботаническа градина в Съединените щати. Получава официален статут през 1997 г.
Заема площ от 466 ha на територията на Университета „Мериуд“ в Скрантън, Пенсилвания. Съдържа 42 вида дървета (103 разновидности), подобно разнообразие от храсти, както и декоративни треви, многогодишни, двугодишни и едногодишни цветя.